# Leonardo Carrilho Baptistão
Leonardo Carrilho Baptistão (Santos, Brasil, 23 d'agost de 1993), conegut futbolísticament com a Léo Baptistão, és un jugador de futbol brasiler, format al planter del Rayo Vallecano, que juga com a davanter a la U.D. Almería.

## Trajectòria

### Inicis
Sorgit del barri de Saldanha la seua primera experiència futbolística va ser amb el Santos de futbol sala, on va créixer al costat de Neymar. Als 9 anys va fitxar per la Portuguesa Santista i des d'allà va fer el salt a Espanya amb només 16 anys. La seua primera experiència al futbol espanyol va ser molt frustrant, ja que després d'entrenar durant mesos sense poder jugar oficialment amb el Getafe CF, finalment, l'equip azulón el va rebutjar en no poder oferir-li casa.

### Rayo Vallecano
Llavors va fitxar per l'equip juvenil del Rayo Vallecano amb qui va assolir ràpidament la titularitat. Poc després una greu hepatitis el va apartar del futbol i el va fer retornar, fins i tot, al Brasil. Quan va poder tornar a jugar amb l'equip vallecà la seua progressió va ser meteòrica, de la mà de José Ramón Sandoval va debutar amb el primer equip i amb Francisco Jémez Martín es va consolidar a l'equip. De fet, la temporada 2012-13 va ser la de la seua projecció definitiva amb 28 partits jugats i 7 gols marcats, malgrat haver-se perdut els últims mesos de competició per una fractura de la clavícula.

### Atlético de Madrid
El 3 de juny del 2013 es va fer oficial el seu fitxatge per l'Atlético de Madrid, va firmar un contracte per a cinc temporades, el traspàs s'acordà per 7 milions d'euros. Fou presentat amb el seu nou club el dia 5 de juliol de 2013. Va debutar amb l'Atlético el 18 d'agost del 2013 contra el Sevilla FC, va entrar al camp al minut 70 substituint a David Villa.

#### Cessió al Real Betis
Després de la seva poca participació amb l'equip matalasser, durant el mercat d'hivern de la temporada 2013-14, va marxar cedit al Reial Betis. El jugador no va poder evitar el descens de l'equip andalús a Segona Divisió. Durant els cinc mesos a Sevilla va jugar un total de 17 partits i va marcar un gol, contra el Getafe CF.

#### Cessió al Rayo Vallecano
L'estiu del 2014 es va fer oficial una nova cessió per al jugador. Aquest cop tornava a casa, al Rayo Vallecano, equip on s'havia format.

#### Cessió al Vila-real CF
Durant el mercat d'estiu de la temporada 2015/16 es va fer oficial la seua cessió per una temporada al Vila-real, on passaria a tenir un paper destacat després de les marxes d'Uche i Gio.

### RCD Espanyol
L'estiu del 2016 es va fer oficial el seu traspàs al RCD Espanyol, l'equip periquito va pagar 3,5 milions d'euros pel 50 % dels drets del jugador, la resta van quedar en possessió de l'Atlètic de Madrid. En la seva segona temporada, va marcar vuit gols, el màxim de la seva carrera.

### Wuhan Zall
El 31 de gener de 2019, Baptistão va ser traspassat al Wuhan Zall FC, nou equip de la superlliga xinesa de futbol. Hi va debutar l'1 de març en una derrota a casa per 0-1 contra el Beijing Sinobo Guoan FC. marcant el seu primer gol l'11 de maig en una victòria per 2-1 contra el Dalian Professional FC.

### Santos

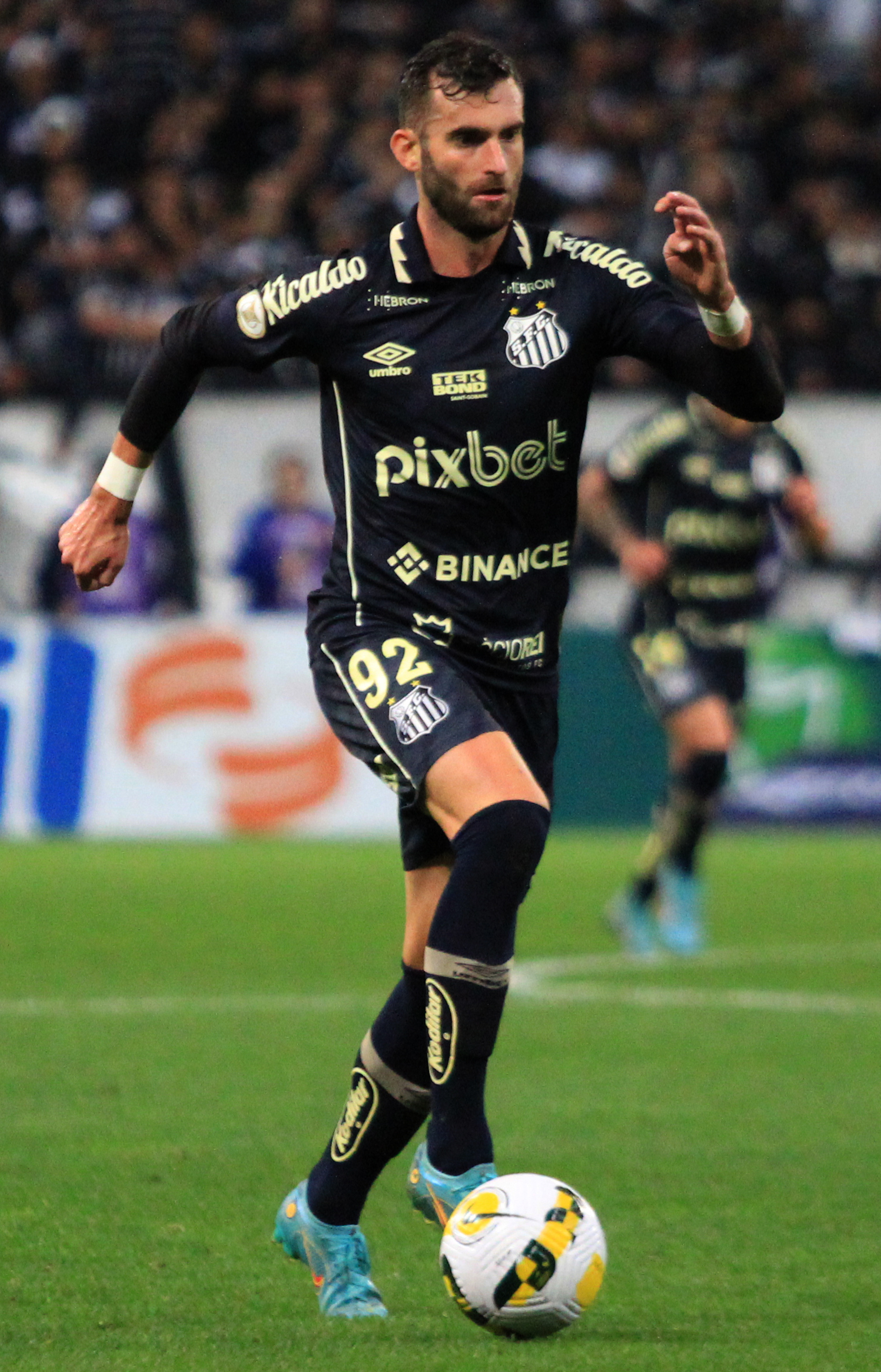
Baptistão amb el Santos FC el 2022

El 21 d'agost de 2021, Baptistão va signar un contracte amb el club local Santos FC fins al maig de 2023, tornant així al Brasil després de 13 anys. Va debutar el 4 de setembre, com a titular en una derrota per 2-1 fora de casa contra el Cuiabá Esporte Clube, i va acabar la temporada del Campionat Brasiler Sèrie A de 2021 amb només vuit aparicions a causa d'una lesió.
Baptistão va marcar el seu primer gol amb el Peixe el 16 de març de 2022, un gol d'últim minut que va significar l'empat a 3 al Campeonato Paulista fora de casa contra l'Associação Ferroviária d'Esportes.

### UD Almería
El 10 d'agost de 2022, Santos va anunciar el traspàs del Baptistão a la UD Almería. Va signar un contracte de quatre anys per uns 7,8 milions de R$ (1,5 milions d'euros).